# Aeródromo de Sepahua
Aeródromo de Sepahua (OACI: SPSE) es un aeropuerto que sirve a la localidad de Sepahua en la Región Ucayali del Perú.
Se encuentra bajo la administración de la Municipalidad Distrital de Sepahua.

## Operaciones
La pista tiene una dimesion de 1,800 x 30m y superficie de material granular. Tiene capacidad para recibir hasta Antonov.